# Krzysztof Jakub Leśniowski
Krzysztof Jakub Leśniowski herbu Gryf – wojski żydaczowski w latach 1591-1620, podczaszy lwowski w latach 1579-1611.
Z małżeństwa z Anną z Sepichowskich z Będziemyśla miał dwóch synów: Jacka i Mikołaja.

## Życiorys
Członek konfederacji rzeszowskiej 1587 roku.